# Jake Bugg (album)
Jake Bugg  è l'album di debutto del musicista inglese Jake Bugg, edito il 15 ottobre 2012.

## Riscontro di pubblico e critica
Il 17 ottobre, due giorni dopo la sua uscita, è balzato in testa alla Official Chart Update, con 4 000 copie in più rispetto a Glassheart di Leona Lewis. L'indomani l'album è entrato al decimo posto nella classifica irlandese degli album, dove ha raggiunto l'ottavo posto nella seconda settimana. Il 21 ottobre è entrato nella classifica britannica degli album direttamente al primo posto.
Barry Nicolson della rivista NME ha giudicato l'album positivamente, dandogli una valutazione di 9 stelle su 10. Anche Chris Roberts di BBC ha recensito il disco in modo positivo.
Il disco ha ricevuto la nomination ai Mercury Prize 2013.

## Tracce
1. Lightning Bolt - 2:24
2. Two Fingers - 3:15
3. Taste It - 2:24
4. Seen It All - 2:51
5. Simple as This - 3:19
6. Country Song - 1:49
7. Broken - 4:07
8. Trouble Town - 2:50
9. Ballad of Mr. Jones - 2:39
10. Slide - 3:08
11. Someone Told Me - 2:36
12. Note to Self - 2:40
13. Someplace - 3:32
14. Fire - 1:45

## Singoli
- "Trouble Town" - 4 marzo 2012
- "Country Song" - 30 marzo 2012
- "Lightning Bolt" - 27 aprile 2012
- "Taste It" - 13 luglio 2012
- "Two Fingers" - 7 settembre 2012